# Gaia (Vorname)
Gaia ist ein weiblicher Vorname.

## Herkunft und Bedeutung
Der Name stammt aus der griechischen Mythologie. γαῖα (gaia) ist eine andere Form von γῆ (gä), was „Erde“ bedeutet. In der griechischen Mythologie ist Gaia eine Urgottheit, die die Erde verkörpert. Sie ist die Gefährtin von Uranos und die Mutter der Titanen und Kyklopen.
Der Name Gaia kann aber auch die weibliche Form des römischen männlichen Vornamens Gaius sein.

## Namensträgerinnen
- Gaia (* 1997), italienische Popsängerin und Songwriterin
- Gaia Bermani Amaral (* 1980), brasilianisch-italienische Schauspielerin, Model und Fernsehmoderatorin
- Gaia da Camino (vor 1270–1311), italienische Dichterin
- Gaia Germani (1942–2019), italienische Schauspielerin
- Gaia Peron (* 1986), italienische Triathletin
- Gaia Sabbatini (* 1999), italienische Leichtathletin (Mittelstreckenlauf)
- Gaia Vuerich (* 1991), italienische Skilangläuferin
- Gaia Weiss (* 1991), französische Schauspielerin und Model
- Gaia Wise (* 1999), britische Schauspielerin

Zwischenname
- Alba Gaïa Bellugi (* 1995), französische Schauspielerin